# 덩이뿌리

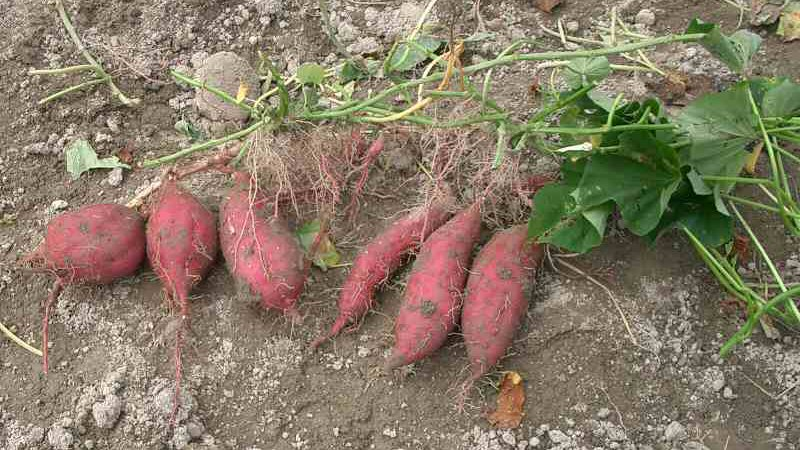

덩이뿌리(영어: tuberous root) 또는 괴근(塊根)은 식물의 뿌리가 영양분이 축적하여 크기가 커져 뚱뚱하게 된 것을 말한다. 덩이줄기와 비교된다. 고구마가 대표적인 덩이뿌리 식물이다. 인간은 오래전부터 이러한 덩이뿌리를 식용으로 사용하고 있다.

## 특징
덩이뿌리 자체에서 새 순이 발아하는 특징이 있다. 영양생식이라고 부르나 엄밀하게는 생식이 아니며, 단지 기존 생물체의 양이 커지는 과정이라고 볼 수 있다. 따라서 영양생식으로 자란 고구마는 그 모태가 된 이전 고구마와 유전자가 동일하다.
덩이뿌리 식물을 덩이뿌리를 얻기 위해 재배할 경우에는 씨앗을 심어 재배하기 보다는 이처럼 영양생식을 주로 이용한다. 즉 덩이뿌리 식물에서 자란 줄기를 잘라 밭에 심는 방법을 사용한다.

## 같이 보기
- 덩이줄기